# 글래머 (잡지)
글래머(Glamour)는 콩데 나스트에서 발행하는 미국의 여성 패션 잡지이다. 1939년에 창간되어 1939년 4월 미국에서 첫 출판되었다. 처음에는 "글래머 오브 헐리우드" (Glamour of Hollywood)라는 이름으로 간행됐다.